# Балкаймак
Балкаймак (від казахських слів каз. bal — мед та каз. kajmak — сметана — дослівно «медова сметана») — це національна солодка страва казахської кухні, коли свіжі вершки томлені на вогні. З давнини ця страва займала особливе місце, вважаючись їжею для гурманів, особливо, вранці до чаю.

## Спосіб приготування
Свіжі вершки необхідно зварити на повільному вогні так, щоб вони не перетворилася на масло, поступово додаючи невелику кількість меду і борошна. Все ретельно перемішуючись мліє на вогні 10-15 хвилин.
Правильний балкаймак має жовтувато-червонуватий колір і тягнучість.

### Використання
як лікиУ давнину страву використовували проти гастритів і виразок. Для цього вершки також кип'ятили, додавали до нього свіжий мед, жовте масло і зовсім небагато червоного перцю. Вживали лише після дводенної витримки, вранці і ввечері по одній ложці.
як крем для тортів
Балкаймак можна використовувати як крему для просочення тортів. Також у холодному вигляді його можна намазувати на хлібець.
   

## Складові
- Вершки (сметана) або каймак — 400 мл.
- борошно — 1.5-2 ст.л.,
- мед або цукор — 3. ст.л.

Можна додавати ягоди та курагу, родзинки.

## Страва у літературі
Казахський куйші Курмангази (1818—1879) написав твір «Балкаймак».